# 丘丝·兰普雷亚韦
丘丝·兰普雷亚韦（西班牙語：Chus Lampreave，1930年12月11日—2016年4月4日），女，西班牙演员。曾获得2006年戛纳电影节最佳女演员奖。